# Бодачув
Бодачув (пол. Bodaczów) — деревня в Замойском повете Люблинского воеводства Польши. Входит в состав гмины Щебжешин. Находится примерно в 15 км к западу от центра города Замосць. По данным переписи 2011 года, в деревне проживало 2116 человек.
В 1975—1998 годах деревня входила в состав Замойского воеводства.

## Население
Демографическая структура по состоянию на 31 марта 2011 года:
|         | Всего | До трудоспособного возраста | Трудоспособного возраста | Старше трудоспособного возраста |
| ------- | ----- | --------------------------- | ------------------------ | ------------------------------- |
| Мужчины | 1034  | 223                         | 698                      | 113                             |
| Женщины | 1082  | 202                         | 604                      | 276                             |
| Всего   | 2116  | 425                         | 1302                     | 389                             |